# ژولیت ابراهیم
ژولیت ابراهیم (انگلیسی: Juliet Ibrahim؛ زادهٔ ۳ مارس ۱۹۸۶) هنرپیشه، خواننده و کارگردان اهل غنا است. وی از سال ۲۰۰۵ میلادی تاکنون مشغول فعالیت بوده‌است.
از فیلم‌ها یا برنامه‌های تلویزیونی که وی در آن نقش داشته‌است می‌توان به ۴ بازی اشاره کرد.